# Dana Elcar
Ibson Dana Elcar (Ferndale (Michigan), 10 oktober 1927 – Ventura (Californië), 6 juni 2005) was een Amerikaans acteur.

## Loopbaan
Elcar ging naar de universiteit van Michigan. Zijn ouders waren Deense immigranten; zijn vader was slager, zijn moeder een kinderoppas. Tijdens zijn studententijd richtte hij de Ann Arbor Theater op. Overigens niet het enige theater dat hij oprichtte; midden jaren 70 richtte hij de L.A. Actor's Theater op en in 1987 de Santa Paula Theater Center.
In 1948 ging hij bij de marine en werd gestationeerd in Newfoundland, Canada.
Elcar werd wellicht het bekendst door zijn rol als Pete Thornton in de serie MacGyver, hoewel hij in meer dan 155 producties speelde en midden jaren 50 al debuteerde. Toen Elcar rond 1991 blind werd door de oogaandoening glaucoom, werd zijn karakter in MacGyver dat ook.
Elcar stierf door complicaties die hij opliep door een longontsteking. Hij trouwde en scheidde drie keer en liet een zoon (Dan) en drie dochters (Nora, Chandra en Marin) na. Ten tijde van zijn dood had hij een vriendin; Thelma M. Garcia. Tevens had Elcar een stiefdochter, genaamd Emily Prager.

## Filmografie
- A Time to Live Televisieserie - Dr. Clay (1954)
- The Big Story Televisieserie - Lt. Alameda (Afl., Until Proven Guilty, 1958)
- Play of the Week Televisieserie - Vriend Ed (Afl., Burning Bright, 1959)
- Our Town (Televisiefilm, 1959) - Dr. Gibbs
- Sunday Showcase Televisieserie - Krantenman (Afl., The Sacco-Vanzetti Story: Part 1 & 2, 1960)
- Way Out Televisieserie - Rol onbekend (Afl., False Face, 1961)
- The DuPont Show of the Week Televisieserie - Dennis Wilcox (Afl., Big Deal in Laredo, 1962)
- The Guiding Light Televisieserie - District Attorney Andrew Murray (Afl. onbekend, 1962)
- Car 54, Where Are You? Televisieserie - Rol onbekend (Afl., Occupancy, August 1st, 1962)
- Naked City Televisieserie - Rol onbekend (Afl., Strike a Statue, 1962)
- The Nurses Televisieserie - Dr. Lovett (Afl., Fly, Shadow, 1962)
- Car 54, Where Are You? Televisieserie - Rol onbekend (Afl., The Star Boarder, 1963)
- Hallmark Hall of Fame Televisieserie - Jacob (Afl., The Patriots, 1963)
- Naked City Televisieserie - Al Boris (Afl., Man Without a Skin, 1963)
- Espionage Televisieserie - Kevin (Afl., The Whistling Shrimp, 1963)
- The Nurses Televisieserie - Dr. Zack Fuller (4 afl., 1962, 1963, 2 keer 1964)
- Fail-Safe (1964) - Mr. Foster
- The Defenders Televisieserie - Dr. Marvin Graham (Afl., All the Silent Voices, 1964)
- The Patty Duke Show Televisieserie - Henry Anderson (Afl., The Best Date in Town, 1964)
- The Edge of Night Televisieserie - Clinton Wheeler (Afl. onbekend, 1964-1965)
- The Fool Killer (1965) - Mr. Dodd
- The Defenders Televisieserie - Rol onbekend (Afl., The Captive, 1963|The Objector, 1965)
- The Nurses Televisieserie - Dr. Fellowes (Afl., An Unweeded Garden, 1965)
- The Defenders Televisieserie - District Attorney (Afl., Only a Child, 1965)
- The Trials of O'Brien Televisieserie - Sam Styles (Afl., How Do You Get to Carnegie Hall?, 1965)
- ABC Stage 67 Televisieserie - Lou Coolidge (Afl., The Confession, 1966)
- Hallmark Hall of Fame Televisieserie - The Giant (Afl., A Christmas Masque, 1966)
- The Borgia Stick (Televisiefilm, 1967) - Craigmeyer
- Hallmark Hall of Fame Televisieserie - La Hire (Afl., Saint Joan, 1967)
- N.Y.P.D. Televisieserie - Phelan (Afl., Shakedown, 1967)
- Dark Shadows Televisieserie - Sheriff George Patterson (36 afl., 1966-1967)
- Hallmark Hall of Fame Televisieserie - Captain Marvel (Afl., Elizabeth the Queen, 1968)
- The F.B.I. Televisieserie - Howard Bergdahl (Afl., The Messenger, 1968)
- Run for Your Life Televisieserie - Dr. George Graham (Afl., The Killing Scene, 1968)
- The Invaders Televisieserie - Sheriff Halloway (Afl., The Pursued, 1968)
- A Lovely Way to Die (1968) - Layton
- Mannix Televisieserie - Fred Reston (Afl., Deadfall: Part 1 & 2, 1968)
- The Boston Strangler (1968) - Luis Schubert
- Judd for the Defense Televisieserie - Champion (Afl., Weep the Hunter Home, 1968)
- The Outsider Televisieserie - Fred Oliver (Afl., The Twenty Thousand Dollar Carrot, 1968)
- Mannix Televisieserie - Sheriff Conrad Bucola (Afl., Fear I to Fall, 1968)
- The Sound of Anger (Televisiefilm, 1968) - Andrew Pearce
- Pendulum (1969) - Det. J.J. 'Red' Thornton
- Deadlock (Televisiefilm, 1969) - George Stack
- The Whole World Is Watching (Televisiefilm, 1969) - Huston
- The Maltese Bippy (1969) - Police Sgt. Kelvaney
- The Learning Tree (1969) - Kirky
- The Virginian Televisieserie - Bennett Poole (Afl., The Power Seekers, 1969)
- Get Smart Televisieserie - Kruger (Afl., And Baby Makes Four: Part 1 & 2, 1969)
- The Bold Ones: The Lawyers Televisieserie - District Attorney Shannon (Afl., The Crowd Pleasers, 1969)
- The F.B.I. Televisieserie - Howard Swift (Afl., The Young Warriors, 1969)
- Bonanza Televisieserie - Caleb Milton (Afl., Speak No Evil, 1969)
- Ironside Televisieserie - Toby (Afl., Eye of the Hurricane, 1969)
- D.A.: Murder One (Televisiefilm, 1969) - Dr. Carl Enright
- Medical Center Televisieserie - Mazur (Afl., The Last 10 Yards, 1970)
- Hawaii Five-O Televisieserie - Dr. Benjamin (Afl., Three Dead Cows at Makapuu: Part 1 & 2, 1970)
- Soldier Blue (1970) - Capt. Battles
- Adam at Six A.M. (1970) - Van Treadly
- San Francisco International (Televisiefilm, 1970) - George Woodruff
- Mission: Impossible Televisieserie - C.W. Cameron (Afl., Flip Side, 1970)
- Storefront Lawyers Televisieserie - H.L. Sloane (Afl., The Electric Kid, 1970)
- Gunsmoke Televisieserie - Pennigrath (Afl., Snow Train: Part 1 & 2, 1970)
- Zigzag (1970) - Harold Tracey
- Mannix Televisieserie - Tom Coleman/Al Beckworth/Darrell Andrews/Charles Vincent Addison (Afl., The Search for Darrell Andrews, 1970)
- Medical Center Televisieserie - General Montague (Afl., Man at Bay, 1970)
- The Bold Ones: The Senator Televisieserie - Collie Ford (Afl., Some Day, They'll Elect a President, 1971)
- Sarge (Televisiefilm, 1971) - Father Frank Dinsmore
- Mrs. Pollifax -- Spy (1971) - Carstairs
- A Gunfight (1971) - Marv Green
- Alias Smith and Jones Televisieserie - Benjamin T. Bowers (Afl., Stagecoach Seven, 1971)
- The F.B.I. Televisieserie - Ed Garth (Afl., The Fatal Connection, 1971)
- Ironside Televisieserie - Bill O'Brien (Afl., Killing at the Track, 1971)
- The Bold Ones: The Lawyers Televisieserie - Gale (Afl., The Invasion of Kevin Ireland, 1971)
- Ironside Televisieserie - Joe Markham (Afl., Joss Sticks and Wedding Bells, 1971)
- The F.B.I. Televisieserie - Ewing Carter (Afl., Superstition Rock, 1971)
- Love, American Style Televisieserie - Rol onbekend (Afl., Love and the Naked Stranger, 1971)
- The Death of Me Yet (Televisiefilm, 1971) - Hank Keller
- Longstreet Televisieserie - Rol onbekend (Afl., The Shape of Nightmares, 1971)
- Sarge Televisieserie - Father Frank Dinsmore (Afl., John Michael O'Flaherty Presents the Eleven O'Clock War, 1971)
- Cannon Televisieserie - Lieutenant (Afl., Cain's Mark, 1972)
- The Bravos (Televisiefilm, 1972) - Captain Detroville
- Fireball Forward (Televisiefilm, 1972) - Col Talbot
- The Sixth Sense Televisieserie - Edward Winslow (Afl., Witch, Witch, Burning Bright, 1972)
- Cannon Televisieserie - Mr. Ryan (Afl., A Long Way Down, 1972)
- The Great Northfield Minnesota Raid (1972) - Allen
- Ironside Televisieserie - Buckner (Afl., The Savage Sentry, 1972)
- Bonanza Televisieserie - Mr. Merrick (Afl., The Twenty-Sixth Grave, 1972)
- Marcus Welby, M.D. Televisieserie - Rol onbekend (Afl., Don and Denise, 1972|We'll Walk Out of Here Together, 1972|A Woman's Place, 1971)
- The Delphi Bureau Televisieserie - Michael Kendall (Afl., The Top Secret Secret Project, 1972)
- Alias Smith and Jones Televisieserie - Sam Haney (Afl., Only Three to a Bed, 1973)
- Mannix Televisieserie - Skip Seldon (Afl., A Matter of Principle, 1973)
- Hernandez (Televisiefilm, 1973) - Jackman
- The Partridge Family Televisieserie - Felcher (Afl., Trial of Partridge One, 1973)
- Kung Fu - Pritikin (Afl., Nine Lives, 1973)
- Hawkins Televisieserie - Dr. Aronson (Afl., Death and the Maiden, 1973)
- Hawkins on Murder (Televisiefilm, 1973) - Dr. Aaronson
- Catch-22 (Televisiefilm, 1973) - Col. Catchcart
- Dying Room Only (Televisiefilm, 1973) - Sheriff
- Kung Fu Televisieserie - Noah Jones (Afl., The Assassin, 1973)
- Columbo: Any Old Port in a Storm (Televisiefilm, 1973) - Falcon
- The Waltons Televisieserie - George Porter (Afl., The Prize, 1973)
- The F.B.I. Televisieserie - Waverly (Afl., Fatal Reunion, 1973)
- The Sting (1973) - F.B.I. Agent Polk
- Heat Wave! (Televisiefilm, 1974) - Prescott
- Chase Televisieserie - Rol onbekend (Afl., Hot Beef, 1974)
- Senior Year (Televisiefilm, 1974) - Paul Reed
- Petrocelli Televisieserie - Daley (Afl., Edge of Evil, 1974)
- The Manhunter Televisieserie - Rol onbekend (Afl., The Doomsday Gang, 1974)
- Panic on the 5:22 (Televisiefilm, 1974) - Hal Rodgers
- The Missiles of October (Televisiefilm, 1974) - Secretary of Defense Robert McNamara
- Baretta (Televisiefilm, 1975) - Insp. Shiller
- Report to the Commissioner (1975) - Chief Perna
- Baretta Televisieserie - Lt. Shiller (12 afl., 1975)
- The Rockford Files Televisieserie - Sheriff Mitchell (Afl., The Great Blue Lake and Development Company, 1975)
- Cannon Televisieserie - John Brinegar (Afl., The Star, 1975)
- W.C. Fields and Me (1976) - Agent Dockstedter
- Law of the Land (Televisiefilm, 1976) - Rev. Mr. Endicott
- Baby Blue Marine (1976) - Sheriff Wenzel
- Gemini Man (Televisiefilm, 1976) - Dr. Harold Schuyler
- St. Ives (1976) - Charlie Blunt
- Baa Baa Black Sheep Televisieserie (1976-1978), aka Black Sheep Squadron - Col. Thomas Lard (alle afleveringen)
- The Six Million Dollar Man Televisieserie - Larry Stover (Afl., Nightmare in the Sky, 1976)
- Waiting for Godot (Televisiefilm, 1977) - Vladimir
- Police Story Televisieserie - Lieutenant Garippo (Afl., Trial Board, 1977)
- Centennial (Mini-serie, 1978) - Rechter Hart
- Greatest Heroes of the Bible (Mini-serie, 1978) - Ranol (Episode Tower of Babel)
- The Incredible Hulk Televisieserie - Sheriff Harris (Afl., Escape from Los Santos, 1978)
- Crisis in Mid-air (Televisiefilm, 1979) - Brad Mullins
- The Champ (1979) - Hoffmaster
- Good Luck, Miss Wyckoff (1979) - Havermeyer
- Samurai (Televisiefilm, 1979) - Frank Boyd
- One Day at a Time Televisieserie - Captain (Afl., A Little Larceny, 1979)
- B.J. and the Bear Televisieserie - Spencer (Afl., Silent Night, Unholy Night, 1979)
- Eight Is Enough Televisieserie - Ben (Afl., Roll Over Bradford, 1980)
- Death Penalty (Televisiefilm, 1980) - John Mulligan
- The Nude Bomb (1980) - Chief
- Galactica 1980 Televisieserie - Steadman (Afl., Space Croppers, 1980)
- The Last Flight of Noah's Ark (1980) - Benchley
- Mark, I Love You (Televisiefilm, 1980) - Mr. Bassett
- Condorman (1981) - Russ Devlin
- Wendy Hooper, U.S. Army (Televisiefilm, 1981) - Sergeant
- Flamingo Road Televisieserie - Crane (Afl., The Arrangement, 1981)
- Benson Televisieserie - Chapman (Afl., Benson's Appointment, 1981)
- Disneyland Televisieserie - Benchley (Afl., The Last Flight of Noah's Ark: Part 1 & 2, 1981)
- Buddy Buddy (1981) - Capt. Hubris
- Breach of Contract (1982) - Rol onbekend
- Help Wanted: Male (Televisiefilm, 1982) - Milhauser
- The Day the Bubble Burst (Televisiefilm, 1982) - Mr. Block
- Falcon Crest Televisieserie - Carl Reed (3 afl., 1981, 2 keer 1982)
- Herbie, the Love Bug Televisieserie - Warden (Afl., Calling Doctor Herbie, 1982)
- Seven Brides for Seven Brothers Televisieserie - Rechter Carlson (Afl., The Man in the White Hat, 1982)
- Forbidden Love (Televisiefilm, 1982) - Burt Wagner
- Newhart Televisieserie - Sam Ebersol (Afl., The Visitors, 1983)
- Voyagers! Televisieserie - Colonel Knox (Afl., Sneak Attack, 1983)
- Blue Skies Again (1983) - Lou
- I Want to Live (Televisiefilm, 1983) - Warden
- Knight Rider Televisieserie - Strock (Afl., Merchants of Death, 1983)
- Hart to Hart Televisieserie - Admiraal Springfield (Afl., Pandora Has Wings, 1983)
- Quarterback Princess (Televisiefilm, 1983) - Mr. Caine
- Hardcastle and McCormick Televisieserie - Frank Cardigan (Afl., The Georgia Street Motors, 1983)
- Trapper John, M.D. Televisieserie - Howard Bowman (Afl., Past Imperfect, 1983)
- Matt Houston Televisieserie - Burgemeester Akers (Afl., Death Match, 1984)
- Euer Weg führt durch die Hölle (1984) - D'Antoni
- All of Me (1984) - Burton Schuyler
- The A-Team Televisieserie - George Olson (Afl., Double Heat, 1984)
- The Fall Guy Televisieserie - Dean Hackett (Afl., Terror U., 1984)
- Sweet Revenge (Televisiefilm, 1984) - Sen. Arthur Hagerty
- 2010: The Year We Make Contact (1984) - Dimitri Moisevitch
- Scarecrow and Mrs. King Televisieserie - Mitch Larner (Afl., Spiderweb, 1985)
- Hill Street Blues Televisieserie - Lt. Mel Taber (Afl., Washington Deceased, 1985)
- Riptide Televisieserie - Harry Silverman (Afl., Arrivederci, Baby, 1985)
- The A-Team Televisieserie - Rechter Mordente (Afl., Judgment Day: Part 1, 1985)
- MacGyver Televisieserie - Andy Colson (Afl., Pilot, 1985)
- Toughlove (Televisiefilm, 1985) - Max Wiley
- There Were Times, Dear (Televisiefilm, 1985) - Don Mason
- Trapper John, M.D. Televisieserie - Jared Vennemar (Afl., Billboard Barney, 1985)
- Murder in Three Acts (Televisiefilm, 1986) - Dr. Strange
- Matlock Televisieserie - Arthur Hughes (Afl., The Court-Martial: Part 1 & 2, 1987)
- Inside Out (1987) - Leo Gross
- MacGyver Televisieserie - Peter Thornton (129 afl., 1985-1992)
- For Their Own Good (Televisiefilm, 1993) - Sally's vader (Niet op aftiteling)
- Law & Order Televisieserie - Robert Cook (Afl., Virus, 1993)
- The Magic School Bus Televisieserie - Mr. Terese (Afl., Going Batty, 1995, stem)
- ER Televisieserie - Manny Kendovich (Afl., Damage Is Done, 2002)

- Biblioteca Nacional de España: XX1578320
- Bibliothèque nationale de France: cb13942284v (data)
- Gemeinsame Normdatei: 1143169433
- International Standard Name Identifier: 0000 0001 0907 8339
- Library of Congress Control Number: no2001006043
- Nationale Bibliotheek van Tsjechië: xx0157594
- Nationale Bibliotheek van Israël: 987007332262705171
- Système universitaire de documentation: 058253203
- Virtual International Authority File: 61736652
- WorldCat: E39PBJhhpWhGxJ7YyTCxGhKfMP